# Riccardo Paletti
Riccardo Paletti (Milà, 15 de juny de 1958 - Mont-real, Canadà, 13 de juny de 1982) fou un pilot italià dels anys 80 que va participar en la fórmula 1.

## Carrera
Va arribar a la F2 l'any 1981, de la mà de l'equip Onyx on destacà un tercer lloc a Silverstone. L'any 1982 passa a les files del modest equip Osella, de la mà d'un patrocinador, on fou segon pilot, darrere de Jean-Pierre Jarier. Paletti va començar malament la temporada, car no va classificar-se en les tres primeres curses de l'any, però en el polèmic Gran Premi de San Marino de 1982, on només van participar 14 cotxes, hi va participar automàticament, però va haver d'abandonar pel motor. En el setè gran premi, a Detroit, es classificà per primer cop esportivament, però a la cursa va haver d'abandonar de nou, aquest cop a la volta d'escalfament.
Al Gran Premi del Canadà de 1982 es va classificar de nou per prendre per tercer cop una sortida. En aquesta cursa sortia des de la pole position el pilot francès Didier Pironi, qui no va aconseguir arrencar el seu Ferrari per problemes tècnics, quedant-se totalment clavat. La majoria de pilots van aconseguir esquivar-lo, desafortunadament l'italià Ricardo Paletti, de 23 anys (li faltaven 2 dies per a complir 24), no va poder esquivar-lo i es va estavellar contra la part del darrere del seu cotxe. Malgrat l'ajuda de les assistències mèdiques, el tanc de gasolina de l'Osella es va acabar d'obrir, començat un foc que faria impossible el seu rescat durant uns llargs minuts. Paletti en el moment del xoc va perdre el coneixement, ja que tenia el tòrax destrossat. Finalment va ser traslladat a un hospital on va morir poc després. Aquesta mateixa temporada va morir Gilles Villeneuve, només un mes abans de la seva mort. Riccardo Paletti no va morir per les cremades, sinó a causa del xoc a més de 200 km/h amb el cotxe de Pironi.
No tornaria a morir un pilot a la fórmula 1 fins 12 anys després, amb les morts a San Marino de Roland Ratzenberger i Ayrton Senna. Quan va morir, un autòdrom d'Itàlia, amb seu a Varano, va ser reanomenat amb el seu nom Autódromo Riccardo Paletti. Riccardo Paletti és enterrat en un cementiri als afores de Milà.